# سیارک ۲۶۰۰۷
سیارک ۲۶۰۰۷ (به انگلیسی: 26007 Lindazhou، نامگذاری:2001FQ120)۲۶۰۰۷مین سیارک کشف شده‌است که در ۲۶ مارس ۲۰۰۱ کشف شد.